# Stephen Batchelor (Autor)

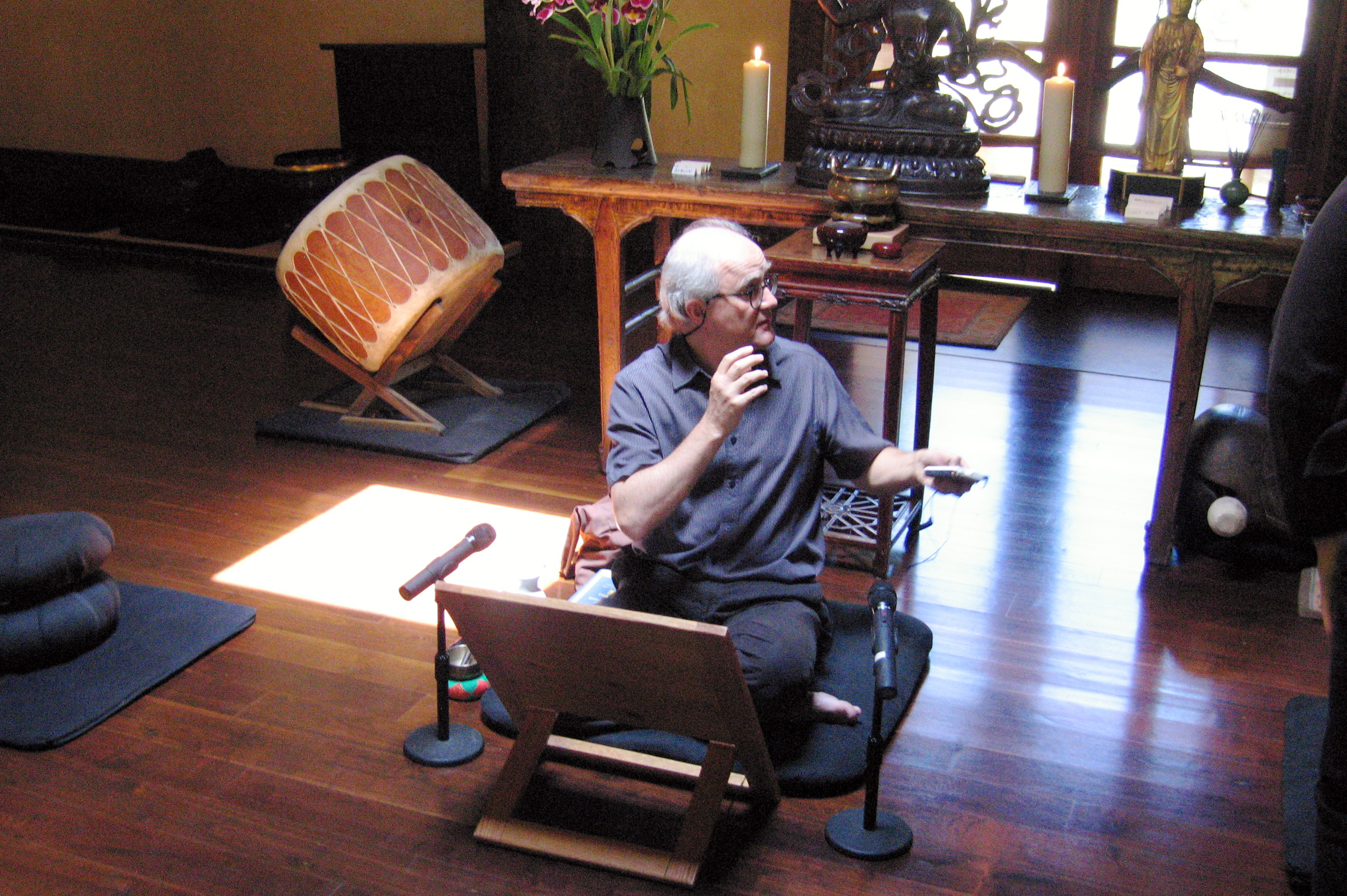
Stephen Batchelor (2006)

Stephen Batchelor (* 7. April 1953 in Dundee, Schottland) ist ein britischer Buddhist und Autor, bekannt durch seine säkulare und agnostische Herangehensweise an den Buddhismus. Zu seinen bekanntesten Publikationen gehört das zwischenzeitlich in der 10. Auflage erschienene Buch Buddhismus für Ungläubige. Er leitete das Sharpham College für Buddhistische Studien in England und ist Mitherausgeber der Zeitschrift Tricycle.

## Leben und Wirken
Stephen Batchelor wurde in der schottischen Region Tayside (Angus) geboren. Als er drei Jahre alt war, zog seine Familie kurzzeitig nach Toronto, Kanada, wo sich seine Eltern trennten. In England wuchs er in Watford, nordwestlich von London, bei seiner Mutter Phyllis (geb. 1913) zusammen mit seinem Bruder David (geb. 1955), einem späteren Künstler, in einer humanistisch geprägten Umgebung auf. Nach Abschluss des Gymnasiums in Watford begann er im Alter von 18 Jahren im Februar 1972 eine Reise über Land nach Indien.
Batchelor studierte bei Geshe Ngawang Dhargyev, Dharamsala in Indien von 1972 bis 1975, dem ein Anschluss-Studium von 1975 bis 1979 bei Geshe Rabten in der Schweiz folgte. Während seines Schweizaufenthaltes als buddhistischer Mönch unterzog er sich einer Lehranalyse in Zollikon, Zürich bei Dora Kalff (1904–1990) und setzte sich mit der Tiefenpsychologie (Analytische Psychologie) von C. G. Jung und der Sandspieltherapie von Kalff auseinander. Zeitweise, genauer von 1979 bis 1980, arbeitete er als Übersetzer für Geshe Thubten Ngawang am Tibetischen Institut in Hamburg.
Von 1981 bis 1984 vertiefte er sich im Songgwangsa-Kloster, Südkorea in den Zen-Buddhismus bei Kusan Sunim. Im Kloster lernte er Martine Fages kennen, eine Französin, die im Jahre 1975 zur Nonne geweiht worden war. Er blieb bis zum Herbst 1984 in Korea, als er zu einer Pilgerreise zu buddhistischen Stätten in Japan, China und Tibet aufbrach.
Nach dem Tod von Kusan Sunim ließen sich Batchelor und Martine Fages im Februar 1985 laizisieren und heirateten in Hongkong und kehrten dann nach England zurück.
In England und schloss er sich der Sharpham North Community in Totnes in Devon an. Während der fünfzehn Jahre, die er in Sharpham lebte, wurde er Koordinator des Sharpham Trust (1992) und Mitbegründer des Sharpham College for Buddhist Studies and Contemporary Enquiry (1996). Während dieser Zeit arbeitete er als buddhistischer Seelsorger von HMP Channings Wood. Von 1990 an war er Lehrer im Gaia House meditation centre in Devon und ist seit 1992 Autor und Herausgeber der Zeitschrift Tricycle: The Buddhist Review.
Seit August 2000 leben er und seine Frau Martine in Aquitanien in einer Ortschaft in der Nähe von Bordeaux.

## Die Lehre im Wandel: Batchelors Positionen
Batchelor sieht im Buddhismus eher eine sich ständig weiterentwickelnde Kultur des Erwachens als ein religiöses Glaubenssystem, das sich auf unveränderliche Dogmen gründet. Er hält vor allem die Lehre vom Karma und der Wiedergeburt für ein Merkmal der alten indischen Zivilisation und nicht für das, was Siddharta Gautama im Kern lehrte. Der Buddhismus hat die vergangenen 2500 Jahre aufgrund seiner Fähigkeit überlebt, sich im Einklang mit den Bedürfnissen der unterschiedlichen asiatischen Kulturen neu zu erfinden, mit denen er im Lauf seiner Geschichte in Wechselwirkung trat. Jetzt, wo der Buddhismus auf die Moderne trifft, tritt er in eine entscheidende neue Entwicklungsphase ein. In seinen Schriften, Übersetzungen und Unterweisungen hinterfragt Stephen kritisch die Rolle des Buddhismus in der Welt von heute. Diese Hinterfragung hat ihm sowohl den Ruf als Häretiker eingebracht als auch den eines Reformers.

## Publikationen (Auswahl)
- Mit anderen allein. Eine existentialistische Annäherung an den Buddhismus. Theseus, 1983, ISBN 3-85936-060-4.
- The Jewel in the Lotus: A Guide to the Buddhist Traditions of Tibet. Wisdom Publications, U.S., 1987, ISBN 0-86171-048-7.
- The Awakening of the West: The Encounter of Buddhism and Western Culture. Parallax Press, 1999, ISBN 0-938077-69-4.
- Gay Watson, Guy Claxton, Stephen Batchelor: The Psychology of Awakening: Buddhism, Science, and Our Day-To-Day Lives: Buddhism, Science, and Our Day-to-Day Lives. Red Wheel/Weiser, 2000, ISBN 1-57863-172-6.
- Stephen Batchelor, Master Sheng-Yen, John Crook: Illuminating Silence: The Practice of Chinese Zen. Watkins Publishing, 2002, ISBN 1-84293-031-1.
- Nagarjuna – Verse aus der Mitte. Eine buddhistische Vision des Lebens. Theseus, 2002, ISBN 3-89620-181-6.
- Martine Batchelor, Stephen Batchelor: Meditation. Arbor-Verlag, 2003, ISBN 3-924195-83-8.
- Kusan Sunim, Stephen Batchelor, Martine Fages Batchelor: The Way Of Korean Zen. Floating World Edithions, 2005, ISBN 1-891640-16-X.
- Buddhismus für Ungläubige. 10. Auflage. Fischer (Tb.), Frankfurt am Main 2005, ISBN 3-596-14026-9.
- Mit dem Bösen leben. Warum wir das Gute wollen und immer wieder das Böse tun. Theseus, 2005, ISBN 3-89620-252-9.
- Stephen Batchelor, Ajahn Sucitto: Rude Awakenings: Two Englishmen on Foot in Buddhism's Holy Land. Wisdom Publications, U.S., 2006, ISBN 0-86171-485-7.
- Bekenntnisse eines ungläubigen Buddhisten. Ludwig (Verlagsgruppe Random House), Pfaffenhofen 2010, ISBN 3-453-28006-7.
- A Secular Buddhism. Journal of Global Buddhism 13 (2012): 87-107, auf globalbuddhism.org
- After Buddhism: Rethinking the Dharma for a Secular Age. Yale University Press, London 2015.
- Confession of a Buddhist Atheist. Spiegel & Grau, New York 2016, auf pdfterebess.hu
- Jenseits des Buddhismus: Eine säkulare Vision des Dharma. Edition Steinrich, 2017 (Deutsche Ausgabe von After Buddhism).